# 格里倫帕茨山
47°55′14″N 14°08′00″E / 47.920500°N 14.133213°E

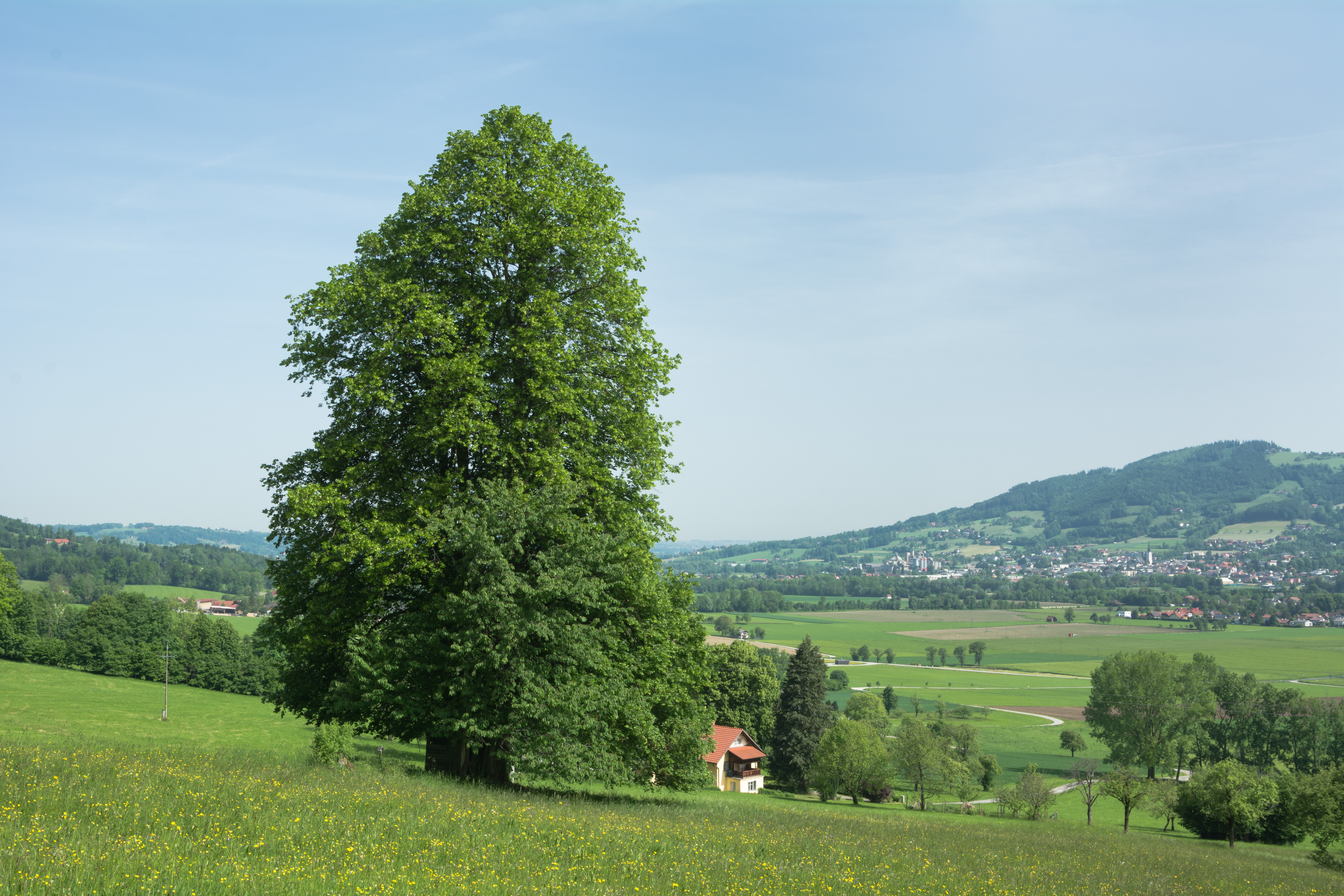

格里倫帕茨山（德語：Grillenparz），是奧地利的山峰，位於該國北部，由上奧地利州負責管轄，屬於上奧地利前阿爾卑斯山脈的一部分，海拔高度842米，每年平均降雨量1,578毫米。